# Мдунга
Мду́нга (англ. Mdunga) — вища традиційна громада у складі дистрикту Касунгу Центрального регіону Малаві.
Населення — 13792 особи (2018).